# Winkl (Gemeinde Bad Traunstein)
Winkl (früher auch Winkelhäusl) ist eine Rotte in der Marktgemeinde Bad Traunstein im Bezirk Zwettl in Niederösterreich.

## Geschichte
Der Ort wurde 1770 zum ersten Mal schriftlich als Winkl erwähnt und war dem Amt Traunstein zugehörig.
In Folge der Theresianischen Reformen wurde der Ort dem Kreis Ober-Manhartsberg unterstellt und nach dem Umbruch 1848 war er bis 1867 dem Amtsbezirk Ottenschlag zugeteilt.
Nach der Gründung von Ortsgemeinden 1849 kam der Ort zur ehemaligen Ortsgemeinde Moderberg und wird später der Katastralgemeinde Weitenegg als Hof zugeordnet.
Laut Adressbuch von Österreich war im Jahr 1938 in Winkl ein Landwirt mit Direktvertrieb ansässig.
Nach deren Auflösung mit 1. Jänner 1968 wurde sie dann ein Teil der Großgemeinde Traunstein.